# Talegalla jobiensis
Il tacchino di boscaglia dal collare, megapodio dal collare, tacchino australiano dal collare marrone o talegalla dal collare bruno  (Talegalla jobiensis A.B.Meyer, 1874) è un uccello galliforme della famiglia Megapodiidae, endemico della Nuova Guinea.

## Descrizione
Questo megapodide raggiunge una lunghezza di 53–61 cm e un peso di 1500–1700 g.

## Distribuzione e habitat
La specie è diffusa nella parte settentrionale della Nuova Guinea (Indonesia, Papua Nuova Guinea).

## Tassonomia
Sono note due sottospecie:
- Talegalla jobiensis jobiensis A.B.Meyer, 1874
- Talegalla jobiensis longicaudus A.B.Meyer, 1891